# Mohammed Amin Adam
 Mohammed Amin Adam, né le 15 avril 1974, est un homme politique ghanéen qui a été ministre des Finances de février 2024 à janvier 2025,,. Il est communément appelé Amin Anta,.
Adam a précédemment occupé le poste de vice-ministre de l’Énergie, chargé du secteur pétrolier. Il est député de la circonscription de Karaga (en) dans la région nord du Ghana sur la liste du Nouveau Parti patriotique et fait partie de la majorité au 8e parlement de la Quatrième République du Ghana. Avant de devenir vice-ministre de l’Énergie, il était le fondateur et le directeur exécutif du Centre africain pour la politique énergétique,. Auparavant, il a été maire de la ville de Tamale en 2005,, vice-ministre de la région nord du Ghana et ministre d'État chargé des finances.

## Formation
Amin Adam a fréquenté la Northern School of Business (en) (Nobisco) à Tamale de 1988 à 1991 et le Lycée Tamale (en) (aujourd'hui Tamale Senior High School) de 1991 à 1993. Il est titulaire d'un BA (Hons) en économie et d'un M.Phil. en économie de l'Université de Cape Coast. Il est titulaire d'un doctorat en économie pétrolière du Centre de droit et de politique de l'énergie, du pétrole et des minéraux de l'Université de Dundee au Royaume-Uni, spécialisé dans la politique fiscale pétrolière dans les économies axées sur les ressources et la gouvernance des ressources. En outre, il est membre de l’Institut des économistes certifiés du Ghana. Il a suivi des formations de développement professionnel à l'Université de Colombia, à l'Université du Texas à Austin et à l'Université Harvard aux États-Unis.

## Carrière politique
Adam est membre du Nouveau Parti Patriotique (NPP). Il a commencé à s'impliquer en politique dès son plus jeune âge. Son intérêt pour la politique lui a valu le surnom de « Anta politique » alors qu'il était à Nobisco. Durant ses années à l'Université de Cape Coast, il était secrétaire du TESCON (en) . En 1998, il a été élu secrétaire national puis président national de l'Union nationale des étudiants.
Il s'est présenté comme candidat parlementaire du NPP pour la circonscription de Chogu Tishegu en 2000, mais a perdu contre Abubakari Sumani (en) . En 2004, il a été élu candidat parlementaire du NPP pour la circonscription centrale de Tamale (en), il a perdu contre Alhassan Wayo Seini (en) du NDC.
Le président John Kufour l'a nommé vice-ministre régional du Nord en 2005, puis maire de Tamale.
Il a fondé et occupé le poste de directeur exécutif du Centre africain pour la politique énergétique (ACEP) avant d’occuper le poste de vice-ministre de l’Énergie en 2017. En outre, il a occupé un certain nombre d'autres postes dans des organisations publiques et privées, notamment ceux de coordinateur pour l'Afrique des industries extractives d'Ibis, de commissaire de la Commission de réglementation des services publics du Ghana et d'analyste des politiques énergétiques au ministère de l'Énergie du Ghana.
Adam a été nommé ministre des Finances par le président Nana Akufo-Addo le 14 février 2024, après que Ken Ofori-Atta ait été démis de ses fonctions après sept ans.

## Ministre des Finances

### Achèvement de l'aéroport international de Kumasi
Peu de temps après sa prise de fonction, Amin Anta a débloqué une tranche de sept millions d'euros pour l'achèvement de l'aéroport international de Kumasi,.
Le 23 juillet 2024, Amin Adam a présenté au Parlement l'examen de la politique budgétaire de mi-année du pays, la déclaration budgétaire 2024 et la politique économique, remplissant ainsi l'une des tâches majeures du poste de ministre des Finances.

## Autres activités
- Banque africaine de développement (BAD), membre d'office du Conseil des gouverneurs (depuis 2024)
- Banque d'investissement et de développement de la CEDEAO (BIDC), membre d'office du Conseil des gouverneurs (depuis 2024)
- Agence multilatérale de garantie des investissements (MIGA), Groupe de la Banque mondiale, membre d'office du Conseil des gouverneurs (depuis 2024)
- Banque mondiale, membre d'office du Conseil des gouverneurs (depuis 2024)

## Philanthropie

### Hôpital universitaire de Tamale
Adam a fait don de 10 réservoirs d'eau pour améliorer la capacité de stockage d'eau à l'hôpital universitaire de Tamale (en). Il a également fait don de trois machines de dialyse (en) et d'un montant de 200 000 GHC pour la remise à neuf d'un réservoir souterrain hors d'usage,,.

### Fonds éducatif Aboabo et Zogbeli
Anta a fait don d'un million de Cedis ghanéens pour la création d'un fonds éducatif pour Aboabo, une banlieue de Tamale, au Ghana. Il a également fait don de cinq cent mille cedis ghanéens pour un fonds éducatif pour Zogbeli. En tant que député, Amin Adam a créé le Fonds d'éducation Anta pour soutenir les étudiants brillants mais nécessiteux de sa circonscription. Le fonds a depuis bénéficié à plus de 300 étudiants. En août 2024, il a fait don de deux véhicules pick-up Mitsubishi flambant neufs aux 6 bataillons d'infanterie des forces armées du Ghana. Amin Adam a déclaré, lors d'une courte cérémonie organisée à la caserne de Kamina à Tamale pour remettre les véhicules au haut commandement militaire, que son geste visait à fournir à l'armée les ressources nécessaires pour faciliter sa réponse rapide aux troubles.

## Vie personnelle
Adam est marié à Rashida Adam. Adam est musulman.